# بوستان شهری

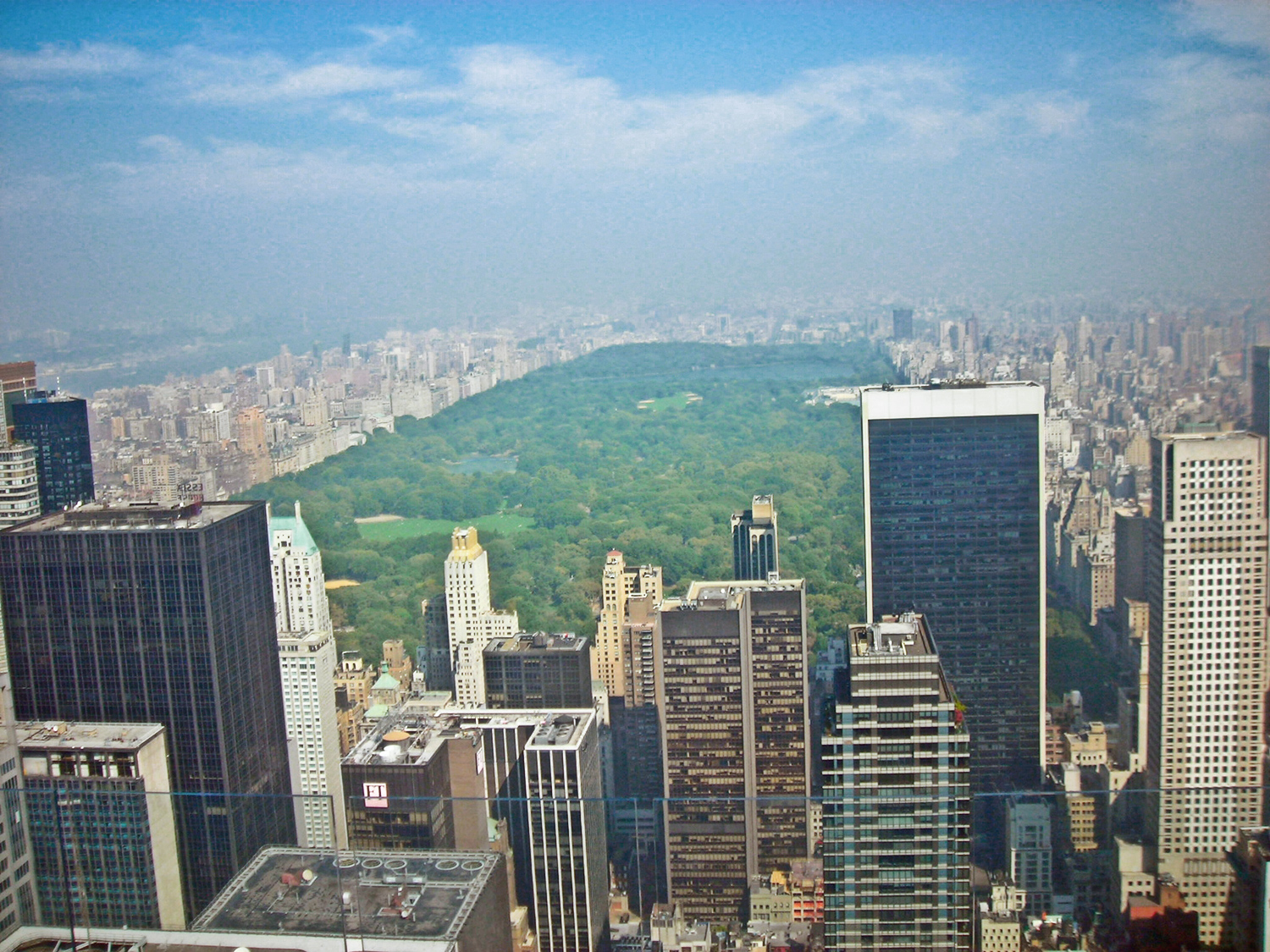
بوستان شهر نیویورک بیشترین بازدید بوستان شهری در ایالات متحده و یکی از پر بازدیدترین جاذبه‌های گردشگری، احاطه شده است آسمان خراش‌های منهتن در شهر نیویورکاست.

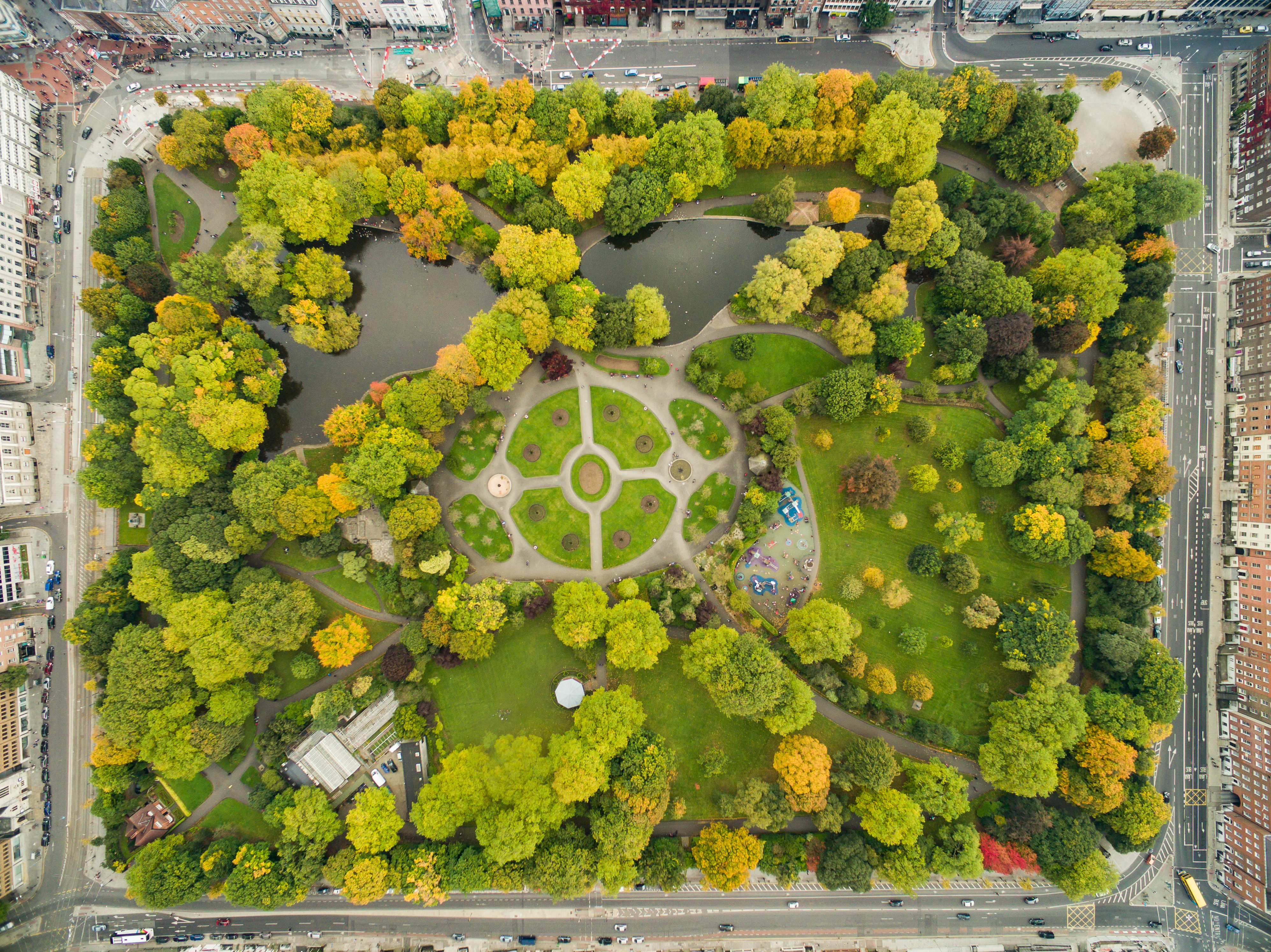
نمایی هوایی از بوستان شهری سَن‌اِستفانِ سبز در مرکز شهر دوبلین، ایرلند.

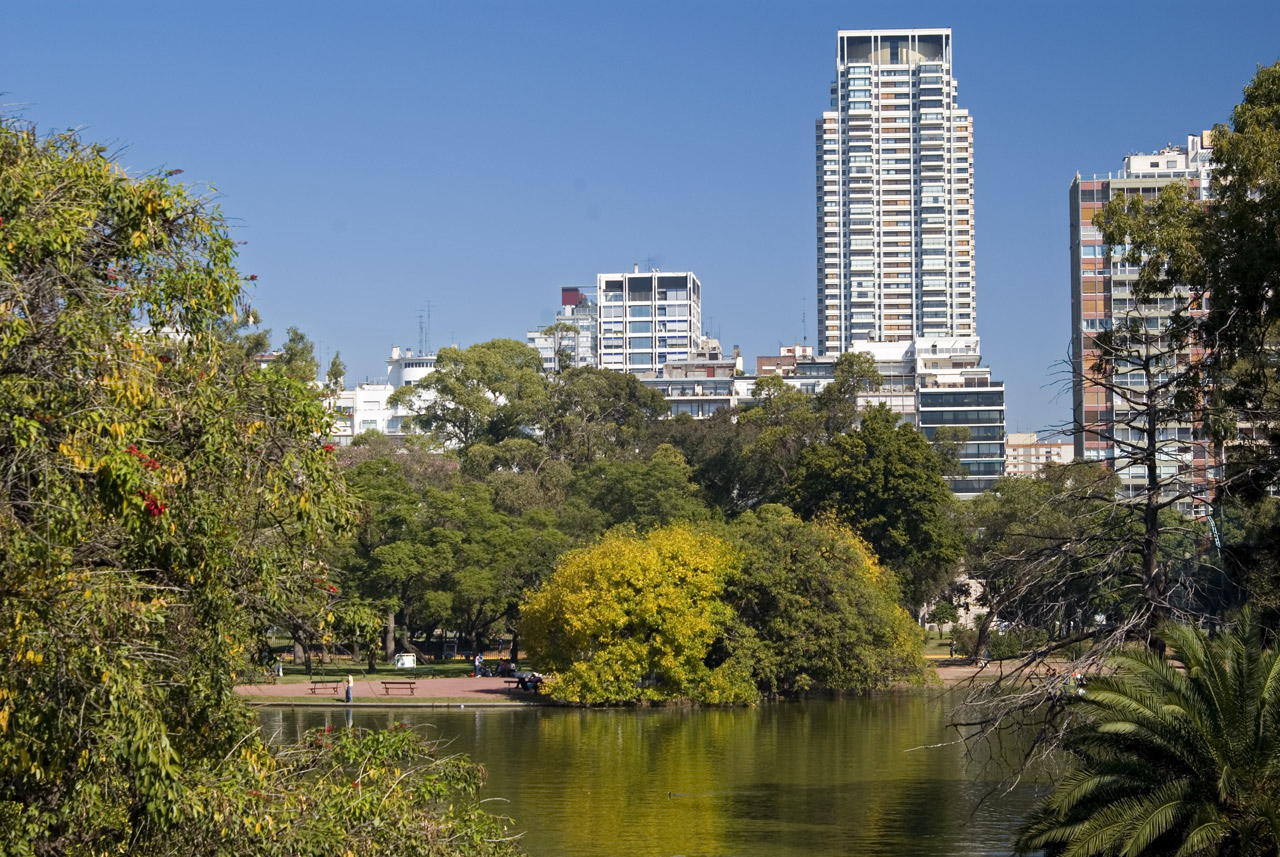
Parque Tres de Febrero, در بوئنوس آیرسبا آرژانتیناست، دریاچه، باغ گل رز و یک افلاک نما در میان جاذبه‌های دیگر است.

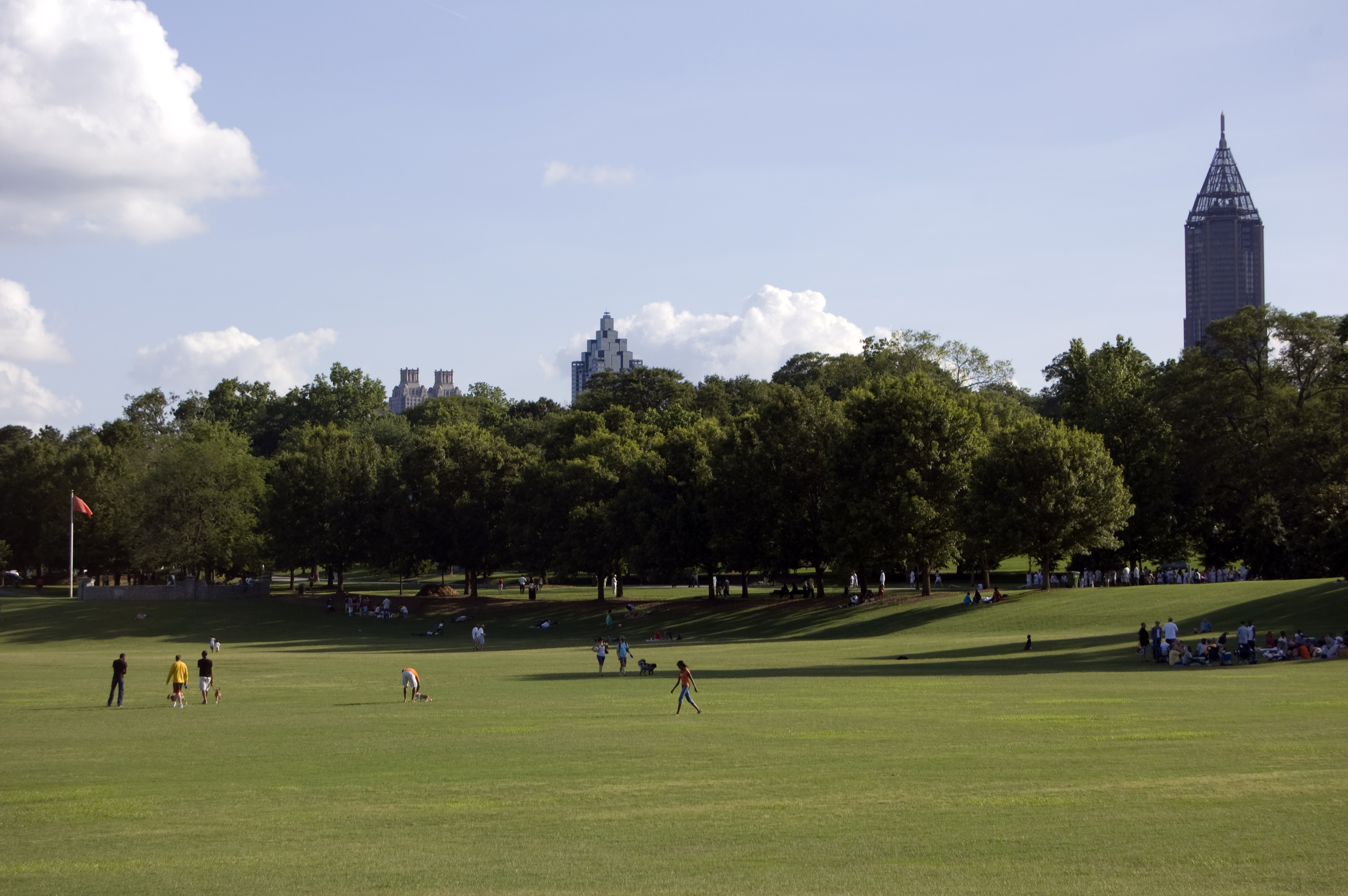
سبزه زار از آتلانتا، گرجستان ناحیه ای در شمال غربی پارک.

بوستان شهری که با نام‌های دیگری مانند بوستان شهر، بوستان شهرداری، بوستان عمومی و باغ شهری هم شناخته می‌شود، هر نوع بوستان است که در شهرها و دیگر مناطق شهرداری ساخته می‌شود تا امکانات تفریحی و فضای سبز برای ساکنان و بازدید کنندگان آن شهر یا منطقه فراهم کند. ساخت و نگهداری بوستان‌های عمومی با دولت است و معمولاً دولت محلی عهده‌دار این کار است؛ اما گاه طبق قرارداد، امور فوق به شرکت‌های خصوصی سپرده می‌شود.
مشخصات و امکانات مشترک بوستان‌های عمومی شامل زمین‌های بازی، باغ، مسیرهای پیاده‌روی، امکانات ورزشی، امکانات بدن سازی، رستوران، محوطه، آبنما، سرویس بهداشتی، دریاچه، قایق، اسکله، حوض، امکانات پیک نیک و مانند آن است.

## تاریخچه
چمن به‌طور معمول کوتاه می‌شود تا حشرات و آفات زیاد نشوند و نیز امکان پیک نیک و ورزش فراهم شود. درختان نیز باعث ایجاد زیبایی و سایه می‌شوند.
از بوستان‌های قدیمی می‌توان به بوستان La Alameda de Hércules, در شهر سویا اشاره کرد که در سال ۱۵۷۴ ساخته شده است. بوستان شهر بوداپست مجارستان نیز نمونه دیگری است.
بوستان پرنس در لیورپول از بوستان‌های قدیمی و خصوصی است که توسط ژوزف پاکستون در سال ۱۸۴۲ ساخته شد و یک سال بعد افتتاح شد. 
یکی دیگر از بوستان‌های عمومی اولیه Peel Park در سالفورد انگلیس است که در سال ۱۸۴۶ گشایش یافته است.

## کاربردهای بوستان‌های عمومی
فضای بوستان‌ها به دو قسمت فعال و منفعل از نظر کاربرد تفریحی تقسیم می‌شوند. بخش‌های فعال نیازمند صرف هزینه و نگهداری هستند و عمدتاً برای کارهای گروهی مناسب هستند. زمین بازی، زمین‌های ورزشی، امکانات اسکیت، استخر شنا و سالن بدنسازی نمونه‌های آن است. تفریحات منفعلانه یا کم‌تراکم بیشتر به فضای باز و درختان اشاره دارند.
بوستان‌های کوچک محلی امروزه کم‌کم در حال دریافت توجه و استقبال بیشتر هستند و به خصوص از سوی ساکنان محله مورد استقبال قرار می‌گیرند.
یک بوستان طولی بیشتر برای ایجاد فضای سبز در کنار خیابانها درست می‌شود و طول آن خیلی بیش از عرض آن است. بوستان‌های به هم پیوسته ممکن است شبکه‌ای ایجاد کنند که به آن‌ها کمربند سبز گفته می‌شود.

## نگارخانه

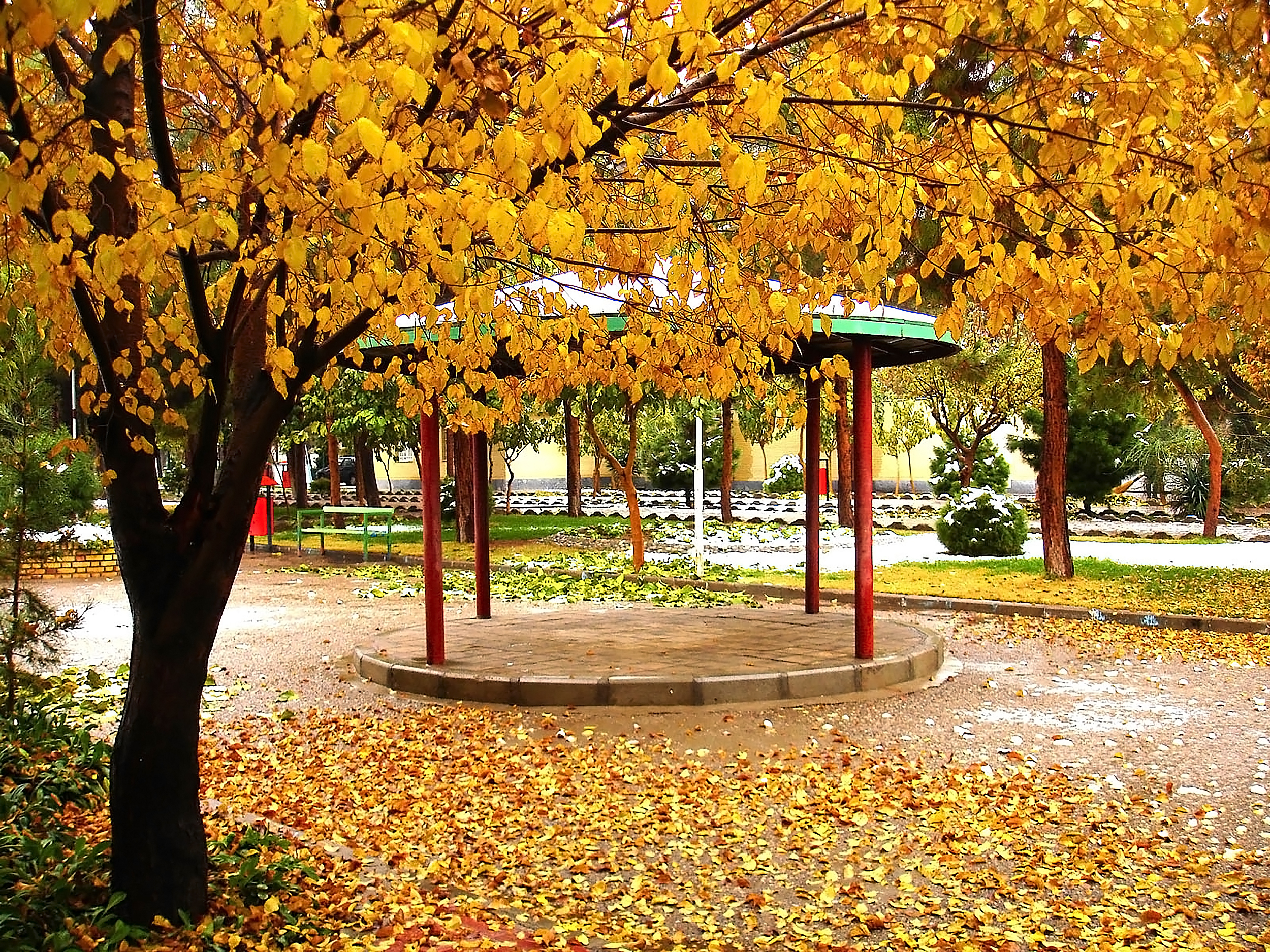
پاییز در یک پارک در مرکز شهر قم
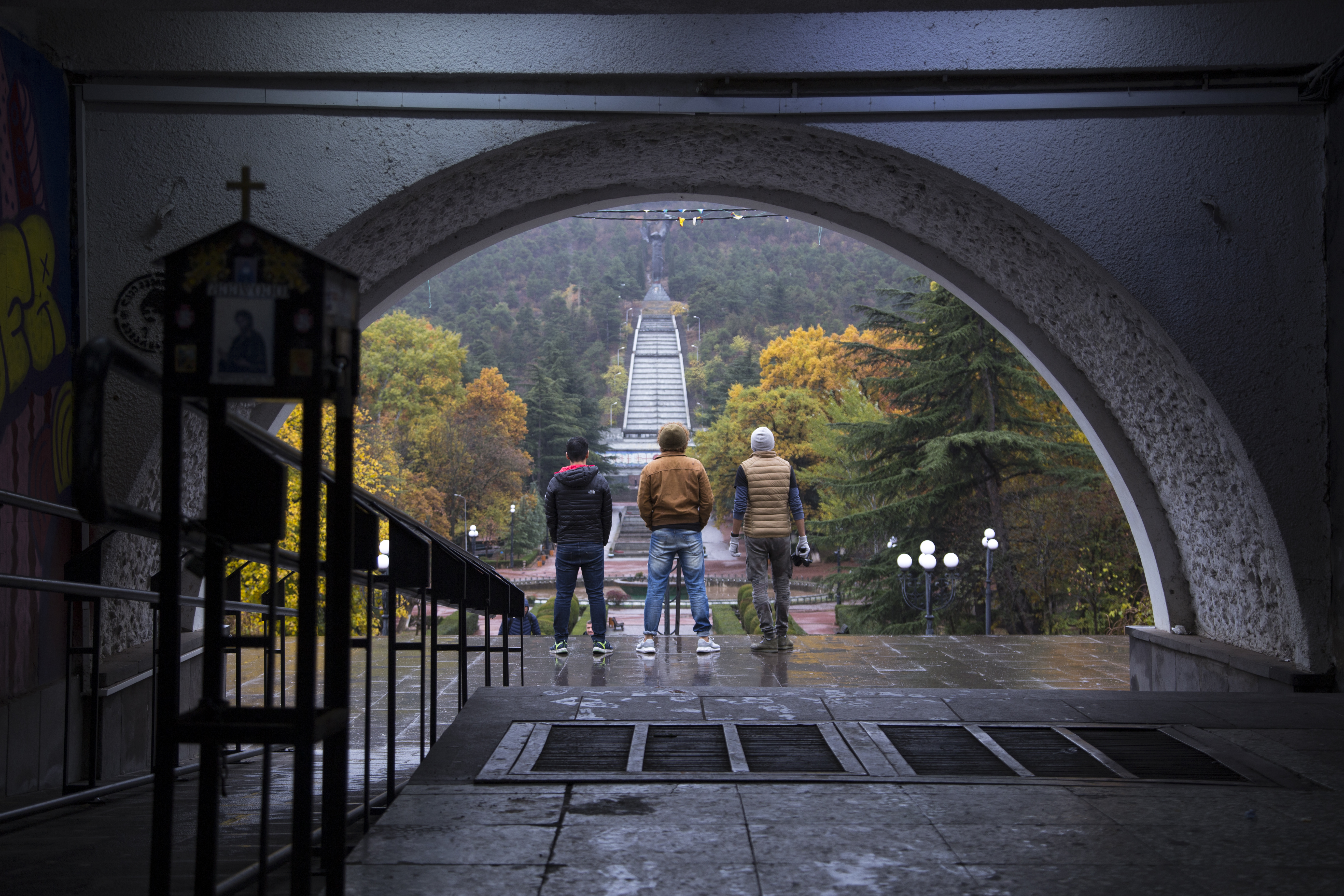
واک پارک در مرکز شهر تفلیس پایتخت گرجستان
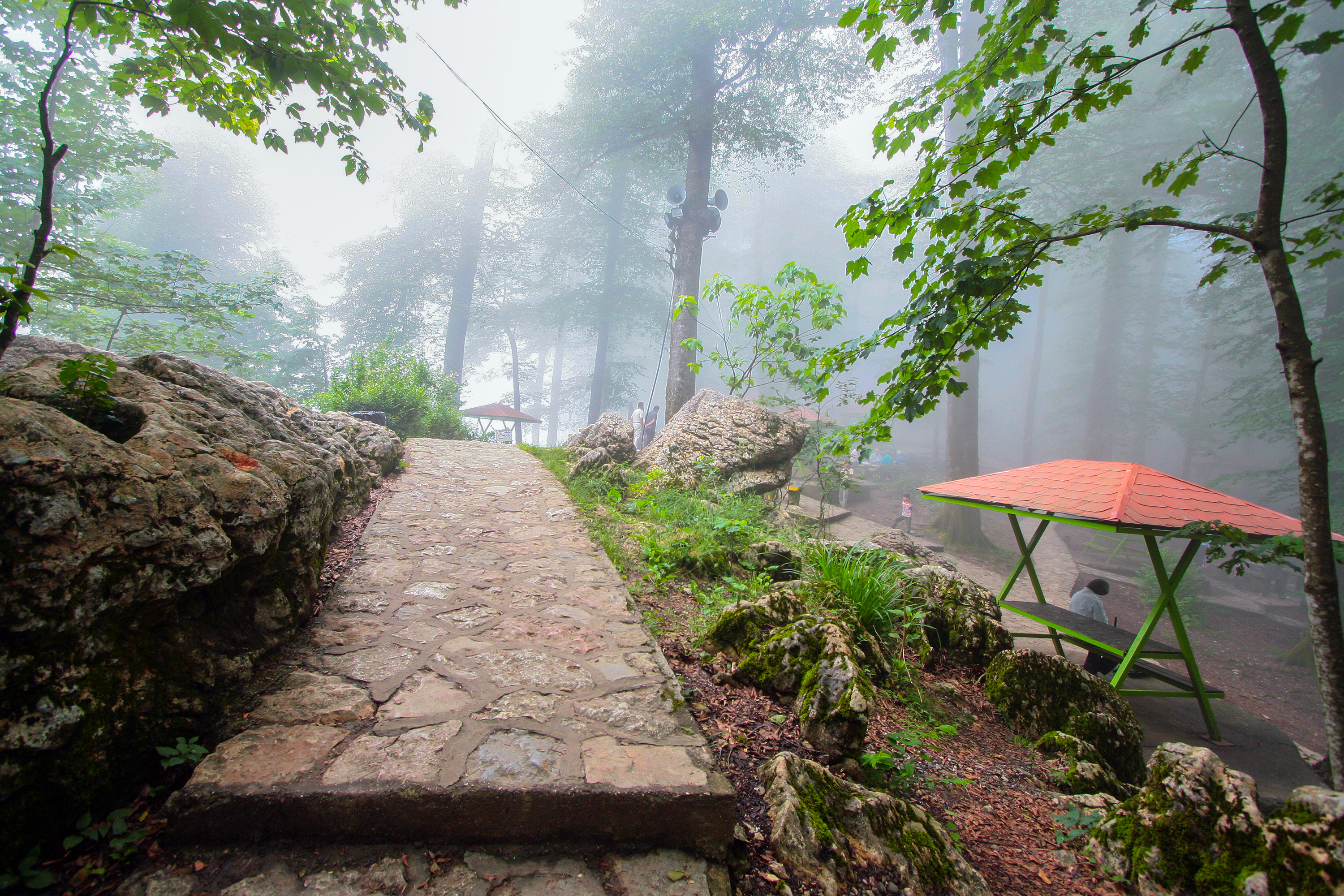
یک پارک جنگلی در حاشیه نمک آبرود مازندران